# 蓝晓
蓝晓（1969年12月—），男，瑶族，广西都安人，中国共产党党员，中华人民共和国政治人物。曾任贵港市市长，现任中国共产党第二十届中央委员会候补委员、崇左市委书记。

## 生平
2013年5月，任崇左市委常委、秘书长。2017年10月，任崇左市委常委、副市长。
2019年12月，任广西壮族自治区党委副秘书长，办公厅副主任。2021年3月，任贵港市委副书记，市政府市长。同年12月，升任崇左市委书记。